# Pedro Arnauda
Pedro Arnauda ist ein ehemaliger mexikanischer Fußballspieler auf der Position eines Stürmers.

## Leben
Pedro Arnauda begann seine Profikarriere vermutlich 1946 beim Club América, für den er sein erstes Tor in der Primera División am 15. September 1946 in einem Auswärtsspiel beim Club San Sebastián erzielte, das mit 3:1 gewonnen wurde. Die Saison 1949/50 verbrachte er beim Club Asturias und die nächsten zwei Spielzeiten beim Club Necaxa.
Vor der Saison 1952/53 wechselte er zum CD Zacatepec, mit dem er in der Saison 1954/55 mexikanischer Meister wurde. Da sein Exverein América im selben Jahr den Pokalwettbewerb gewann, standen sich beide Vereine im Supercup gegenüber, wo Zacatepec mit 2:3 unterlag.
Sein einziges Länderspiel bestritt Pedro „Picao“ Arnauda am 19. Juli 1953 im Rahmen der WM-Qualifikation 1954 beim 8:0-Erfolg gegen Haiti, zu dem er drei Tore beisteuerte.

## Erfolge
- Liga MX: 1954/55 (mit Zacatepec)